# Bentheledone
Bentheledone is een geslacht van inktvissen uit de familie van Megaleledonidae.

## Soorten
- Bentheledone albida (Berry, 1917)
- Bentheledone rotunda (Hoyle, 1885)